# Mikołaj Kornecki
Mikołaj Maria Kornecki (ur. 13 kwietnia 1952 w Krakowie) – architekt, alpinista, taternik, działacz społeczny, artysta, miłośnik historii i zabytków Krakowa.

## Wykształcenie
Uczęszczał do Szkoły Podstawowej nr 6 przy ul. Szujskiego w Krakowie. Ukończył V Liceum Ogólnokształcące im. Augusta Witkowskiego w Krakowie – matura 1969. Absolwent Wydziału Architektury Politechniki Krakowskiej.

## Działalność
Był harcerzem i drużynowym VII KDH im. Tadeusza Reytana Szarej Siódemki. W latach 70. XX wieku aktywny członek Klubu Wysokogórskiego, a następnie Polskiego Związku Alpinizmu, wspinał się w skałkach jury krakowsko-częstochowskiej i w Tatrach, brał udział w wyprawach alpejskich i wyprawie w Hindukuszu w Afganistanie.
Drogi w Tatrach:
- Mała Wielicka Strażnica – prawym filarem zachodniej ściany: Marek Kalmus i M. Kornecki, 19 IV 1974. Nowa droga.
- Nawiesista Turnia - pd. filarem przełamania Janusz Mączka, 6.2.1975 (V+). Nowa droga.
- Skrajna Garajowa Ławka – północno-wschodnim kominem: "Garajowa Rura" Zbigniew Dudrak, M. Kornecki i Janusz Mączka, 13.2.1975 (V+A1). Nowa droga.
- Gierlach – prawą częścią zachodniej ściany: Z. Dudrak, M. Kornecki, J. Mączka i Andrzej Pawlik, 2–3 IV 1975 (VI). Nowa droga.
- Ganek - pn.-wsch. filar, Z. Dudrak, J. Jasiński, M. Kornecki, Adam Uznański 30-31 XII 1973, 1 przejście w okresie zimowym.
- Kazalnica Mięguszowiecka - droga Kiełkowskiego, Z. Dudrak, M. Kornecki 1-5 II 1974, II przejście zimowe.

Drogi w Alpach:
- Les Courtes – północną ścianą, tzw. filarem centralnym z wariantem Rebuffata. „Vallot” tom III, nr 209-210, trudności TD. Jest to pierwsze polskie przejście tej drogi z wariantem Rebuffata: Dudrak. Kornecki i Jacek Jasiński, 6 sierpnia 1974.
- Aiguille Sans Nom – północną ścianą, drogą Brown-Patey (wprost przez serak I przejście) „Selected Climbs” tom II,' nr 99. trudności ED MIX. I polskie przejście, a zarazem III w ogóle: Z. Dudrak i Kornecki, 14–16 sierpnia 1974.

W lipcu 1981 roku brał udział w założeniu Obywatelskiego Komitetu Ratowania Krakowa.
W latach 80. XX wieku pracował w Pracowni Dokumentacji Naukowej i Ewidencji Konserwatorskiej w Oddziale Krakowskim PP Pracowni Konserwacji Zabytków, wykonując m.in. "Białe Karty" budownictwa drewnianego po całej Polsce, czy ilustracje do Materiałów słownika terminologicznego budownictwa drewnianego.
W latach 1982–1987 współautor Wytycznych Konserwatorskich do Krakowskiego Zespołu Miejskiego 
W latach 1988–98 prowadził rewaloryzację krakowskich Plant (razem arch. Tomaszem Szpytmą zaprojektował ogrodzenia, latarnie, kosze, ławki).
W latach 1990–1994, radny Rady Stołecznego Królewskiego Miasta Krakowa I Kadencji (kandydował z Krakowskiego Komitetu Obywatelskiego „Solidarność”, zdobywając 2153 głosy). Pełnił funkcję Przewodniczącego Komisji Urbanistyki.
Autor koreferatu do Planu przestrzennego Województwa Małopolskiego z 2003 r. przyjętego uchwałą Nr XV/174/03 Sejmiku Województwa Małopolskiego z 22 grudnia 2003 r.
W latach 2004–2018 był Przewodniczącym Obywatelskiego Komitetu Ratowania Krakowa, a od 2018 pełni funkcję jego Honorowego Przewodniczącego.
Od 2009 roku członek prezydium Społecznego Komitetu Odnowy Zabytków Krakowa
Od 2013 roku członek Rady Konserwatorskiej Szpitala im. Babińskiego w Kobierzynie
Od 2014 roku członek Komitetu Kopca Tadeusza Kościuszki w Krakowie
Od 2014 roku członek Arcybractwa Miłosierdzia pod wezwaniem Bogurodzicy NMP Bolesnej - członek Rady Arcybractwa

## Działalność artystyczna
Ilustrator, rysownik, pejzażysta, autor rysunków o tematyce górskiej (pastele i grafiki).
Publikacje
1980 – Metody opracowania konserwatorskiej dokumentacji wsi na przykładzie Falsztyna /w:/ Ochrona Architektury Ludowej/ Materiały na międzynarodowe kolokwium w Martinie,   CSRS, Inf. Bieżące PKZ
1983 – Bronowice Małe jako przykład historycznej i konserwatorskiej problematyki wsi podkrakowskiej. Cz. 1, Problematyka historyczna – Teka Komisji  Urbanistyki i Architektury PAN, tom 17 -  współautorzy Zbigniew Beiersdorf, Bogusław Krasnowolski
1984 – Bronowice Małe jako przykład historycznej i konserwatorskiej problematyki wsi podkrakowskiej. Cz. 2 – Teka Komisji Urbanistyki i Architektury PAN, tom 18 – współautorzy Zbigniew Beiersdorf, Bogusław Krasnowolski
1984 – Studium zagospodarowania przestrzennego strefy konserwatorskiej „A” w Dobczycach. Koncepcja rewaloryzacji oraz budowa skansenu /w:/ Ochrona krajobrazu kulturowego – między dokumentacją, a realizacją, Wydawnictwa PKZ – współautor Zbigniew S. Jagodziński
1984 – Tabelaryczna metoda analizy tradycyjnego budownictwa wiejskiego jako podstawa syntezy do badań regionalnych /w:/ Ochrona krajobrazu kulturowego – między dokumentacją, a realizacją, Wydawnictwa PKZ – współautor Zbigniew S. Jagodziński
1984-9 – Materiały Słownika Terminologicznego Budownictwa Drewnianego tom 1–3, Wydawnictwo PKZ Kraków - współautor
1985 – Krzeszowice – ośrodek wypoczynku na styku aglomeracji – region – Teka Komisji Urbanistyki i Architektury PAN, tom 19
2006 – Sprawa wykupu Lasu Wolskiego – Rocznik Krakowski tom 72
2010 – Zieleń w zabytkowych zespołach Krakowa – biuletyn SKOZK nr 59
2015 – Spacerownik po Plantach Krakowskich, Gazeta w Krakowie GW, część historyczna, część przyrodnicza
2018 – Piotr Kempf, Mikołaj M. Kornecki, Historia rewaloryzacji Plant krakowskich (w) Nowakowski A. Planty Krakowskie, Kraków 2018.

## Odznaczenia
1980 – Nagroda Miasta Krakowa w roku 1979 za Dyplom dla Miasta: "Krzeszowice - miasto turystyczne. Koncepcja zagospodarowania przestrzennego regionu i miasta" - promotor prof. Janusz Bogdanowski
1980 – Nagroda Towarzystwa Urbanistów Polskich nagroda za najlepszą pracę dyplomową w 1979 roku
1988 – Nagroda zespołowa Ministra Kultury i Sztuki
W dniu 3 czerwca 2015 roku, Przewodniczący Rady Miasta Krakowa, podczas XV uroczystej sesji Rady Miasta Krakowa VII kadencji, wręczył mu Medal XXV-lecia odrodzonego samorządu Kraków.
W dniu 4 czerwca 2020 roku Prezydent RP odznaczył go, za zasługi w działalności na rzecz opieki nad zabytkami, Złotym Krzyżem Zasługi.